# Nazionale maschile di football americano dell'Uruguay
La nazionale di football americano dell'Uruguay è la selezione maggiore maschile di football americano della LUFA che rappresenta l'Uruguay nelle varie competizioni ufficiali o amichevoli riservate a squadre nazionali.

## Risultati
Legenda: Grassetto: Risultato migliore, Corsivo: Mancate partecipazioni

## Dettaglio stagioni

### Amichevoli
| Stagione | Vin | Par | Per | Tot | PF | PS  | avversaria                |
| -------- | --- | --- | --- | --- | -- | --- | ------------------------- |
| 2007     | 1   | 0   | 0   | 1   | 20 | 14  | Brasile                   |
| 2008     | 0   | 0   | 1   | 1   | 3  | 40  | CONFAO                    |
| 2010     | 0   | 0   | 1   | 1   | 0  | 83  | Claremont McKenna College |
| 2013     | -   | -   | -   | -   | -  | -   | Brasile                   |
| 2016     | 1   | 0   | 0   | 1   | 16 | 0   | Juventude F.A.            |
| 2018     | 0   | 0   | 1   | 1   | 9  | 14  | Mato Grosso               |
| Totale   | 2   | 0   | 3   | 5   | 48 | 151 |                           |

### Tornei

#### Silver Bowl
| Stagione | regular season | regular season | regular season | regular season | regular season | regular season | playoff | playoff | playoff | playoff | playoff | playoff   | playoff    |
|          | Vin            | Par            | Per            | Tot            | PF             | PS             | Vin     | Per     | Tot     | PF      | PS      | risultato | avversaria |
| -------- | -------------- | -------------- | -------------- | -------------- | -------------- | -------------- | ------- | ------- | ------- | ------- | ------- | --------- | ---------- |
| 2005     |                |                |                |                |                |                | 1       | 0       | 1       | 24      | 0       | Campioni  | Argentina  |
| 2006     |                |                |                |                |                |                | 1       | 0       | 1       | 7       | 6       | Campioni  | Argentina  |
| 2007     |                |                |                |                |                |                | 0       | 1       | 1       | 9       | 24      | Secondi   | Argentina  |
| 2008     | -              | -              | -              | -              | -              | -              | -       | -       | -       | -       | -       | -         | Argentina  |
| 2010     |                |                |                |                |                |                | 0       | 1       | 1       | 6       | 22      | Secondi   | Argentina  |
| 2011     |                |                |                |                |                |                | 0       | 1       | 1       | 0       | 3       | Secondi   | Argentina  |
| 2012     |                |                |                |                |                |                | 0       | 1       | 1       | 0       | 12      | Secondi   | Argentina  |
| 2013     |                |                |                |                |                |                | 0       | 1       | 1       | 6       | 35      | Secondi   | Argentina  |
| Totale   |                |                |                |                |                |                | 2       | 5       | 7       | 52      | 102     |           |            |

#### Pacífico-Atlántico Bowl
| Stagione | regular season | regular season | regular season | regular season | regular season | regular season | playoff | playoff | playoff | playoff | playoff | playoff | playoff     |            |
|          | Vin            | Par            | Per            | Tot            | PF             | PS             | Vin     | Par     | Per     | Tot     | PF      | PS      | risultato   | avversaria |
| -------- | -------------- | -------------- | -------------- | -------------- | -------------- | -------------- | ------- | ------- | ------- | ------- | ------- | ------- | ----------- | ---------- |
| 2010     |                |                |                |                |                |                | 1       | 0       | 0       | 1       | 14      | 2       | Campioni    | Cile       |
| 2012     |                |                |                |                |                |                | 0       | 1       | 0       | 1       | 14      | 14      | Pari merito | Cile       |
| 2014     |                |                |                |                |                |                | 1       | 0       | 0       | 1       | 35      | 12      | Campioni    | Cile       |
| Totale   |                |                |                |                |                |                | 2       | 1       | 0       | 3       | 63      | 28      |             |            |

### Riepilogo partite disputate
| Anno              | Luogo        | Evento                      | Fase del torneo | Incontro                               | Risultato       |
| 22 ottobre 2005   | Montevideo   | Silver Bowl I               |                 | Uruguay - Argentina                    | 24 - 0          |
| 30 settembre 2006 | Buenos Aires | Silver Bowl II              |                 | Argentina - Uruguay                    | 6 - 7           |
| 7 ottobre 2007    | Montevideo   | Silver Bowl III             |                 | Uruguay - Argentina                    | 9 - 24          |
| 17 novembre 2007  | Montevideo   | Amichevole                  |                 | Uruguay - Brasile                      | 20 - 14         |
| 25 agosto 2008    | Montevideo   | Amichevole                  |                 | Uruguay - CONFAO                       | 3 -40           |
| 4 dicembre 2008   | Buenos Aires | Silver Bowl IV              |                 | Argentina - Uruguay                    | partita sospesa |
| 22 maggio 2010    | Montevideo   | Amichevole                  |                 | Uruguay - Claremont–Mudd–Scripps Stags | 0 - 83          |
| 4 dicembre 2010   | Buenos Aires | Silver Bowl V               |                 | Argentina - Uruguay                    | 22 - 6          |
| 23 aprile 2011    | Montevideo   | Pacífico-Atlántico Bowl I   |                 | Uruguay - Cile                         | 14 - 2          |
| 3 dicembre 2011   | Montevideo   | Silver Bowl VI              |                 | Uruguay - Argentina                    | 0 - 3           |
| 16 novembre 2012  | Maipú        | Pacífico-Atlántico Bowl II  |                 | Cile - Uruguay                         | 14 - 14         |
| 1º dicembre 2012  | Montevideo   | Silver Bowl VII             |                 | Uruguay - Argentina                    | 0 - 12          |
| 3 novembre 2013   | San Paolo    | Amichevole                  |                 | Brasile - Uruguay                      | partita sospesa |
| 3 dicembre 2013   | Buenos Aires | Silver Bowl VIII            |                 | Argentina - Uruguay                    | 35 - 6          |
| 15 febbraio 2014  | Montevideo   | Pacífico-Atlántico Bowl III |                 | Uruguay - Cile                         | 35 - 12         |
| 26 aprile 2014    | Montevideo   | Montevideo Bowl             |                 | Uruguay - Brasile                      | 0 - 49          |
| 26 novembre 2016  | Montevideo   | Cimarrón Bowl I             |                 | Uruguay - Juventude F.A.               | 16 - 0          |
| 21 luglio 2018    | Cuiabá       | Amichevole                  |                 | Mato Grosso - Uruguay                  | 14 - 9          |

## Confronti con le altre Nazionali
Questi sono i saldi dell'Uruguay nei confronti delle Nazionali incontrate.

### Saldo positivo
| Nazionale | Giocate | Vinte | Pareggiate | Perse | PF | PS | Ultima vittoria | Ultimo pari | Ultima sconfitta |
| --------- | ------- | ----- | ---------- | ----- | -- | -- | --------------- | ----------- | ---------------- |
| Cile      | 3       | 2     | 1          | 0     | 63 | 28 | 2014            | 2012        | -                |

### Saldo in pareggio
| Nazionale | Giocate | Vinte | Pareggiate | Perse | PF | PS | Ultima vittoria | Ultimo pari | Ultima sconfitta |
| --------- | ------- | ----- | ---------- | ----- | -- | -- | --------------- | ----------- | ---------------- |
| Brasile   | 1       | 1     | 0          | 1     | 20 | 63 | 2007            | -           | 2014             |

### Saldo negativo
| Nazionale   | Giocate | Vinte | Pareggiate | Perse | PF | PS  | Ultima vittoria | Ultimo pari | Ultima sconfitta |
| ----------- | ------- | ----- | ---------- | ----- | -- | --- | --------------- | ----------- | ---------------- |
| Mato Grosso | 1       | 0     | 0          | 1     | 9  | 14  | -               | -           | 2019             |
| Argentina   | 7       | 2     | 0          | 5     | 52 | 102 | 2006            | -           | 2013             |